# Tereza Fajksová
Tereza Fajksová (Ivančice, 17 maggio 1989) è una modella ceca, vincitrice del concorso Miss Terra 2012. È la prima rappresentante della Repubblica Ceca a vincere il titolo.
Nel 2009 era stata fra le finaliste di Miss Repubblica Ceca. Successivamente, nel 2012, ha partecipato al concorso di bellezza Czech Miss, piazzandosi questa volta fra le tre finaliste ed ottenendo il diritto di rappresentare la propria nazione a Miss Terra.